# ثور توانا
ثور توانا (انگلیسی: Almighty Thor) یک فیلم فانتزی به کارگردانی کریستوفر ری است که در سال ۲۰۱۱ منتشر شد. از بازیگران آن می‌توان به پاتریشیا ولاسکوئز، کوین نش، کریستن کر، و نیکول فاکس اشاره کرد.